# デジレ・ドゥエ
デジレ・ドゥエ（Désiré Doué, フランス語発音: [deziʁe dwe] ( 音声ファイル), 2005年6月3日 - ）は、フランス・アンジェ出身のプロサッカー選手。リーグ・アン・パリ・サンジェルマン所属。フランス代表。ポジションはフォワード、ミッドフィールダー。
ガーディアン紙のネクスト・ジェネレーション2022に掲載された。

## 経歴

### クラブ

#### スタッド・レンヌ
2011年に5歳でスタッド・レンヌの下部組織に入団した。2021年2月からトップチームの練習に参加した。2022年4月14日、レンヌと初のプロ契約を締結。契約期間は2年。同年8月7日のリーグ・アンでフラヴィアン・テに代わって投入されてプロ初出場を記録した。31日にはプロ初得点も記録した。さらに10月6日にはUEFAヨーロッパリーグ 2022-23 グループリーグのディナモ・キーウ戦でUEFA主催試合初得点を記録した。

#### パリ・サンジェルマン
2024年8月17日、5年契約でパリ・サンジェルマンに移籍。移籍金は5,000万ユーロと報じられている。
加入後すぐに出場機会を得ると、リーグ・アン優勝を決めた試合でもゴールを挙げるなど、31試合で6ゴール8アシストを記録し、リーグ4連覇に貢献。UEFAチャンピオンズリーグ・決勝のインテル・ミラノ戦ではCL決勝史上初の2ゴール1アシストの活躍を見せ、優勝に大きく貢献した。

### 代表
フランスの各世代別代表に選出されており、2022年のUEFA U-17欧州選手権で優勝を経験している。
2024年、パリオリンピックのメンバーに選出され、5試合に出場。決勝戦でスペインに敗れたものの、銀メダルを獲得した。
2025年3月23日、UEFAネイションズリーグのクロアチア戦でA代表初キャップ。

## 人物
フランス生まれであるが、血筋はコートジボワールに持っている。兄のグェラ、いとこのヤン・グボオ、マルク＝オリヴィエ・ドゥエもサッカー選手である。

## 個人成績

### クラブ
| 国内大会個人成績 | 国内大会個人成績 | 国内大会個人成績 | 国内大会個人成績 | 国内大会個人成績 | 国内大会個人成績 | 国内大会個人成績 | 国内大会個人成績 | 国内大会個人成績 | 国内大会個人成績 | 国内大会個人成績 | 国内大会個人成績 |
| 年度             | クラブ           | 背番号           | リーグ           | リーグ戦         | リーグ戦         | リーグ杯         | リーグ杯         | オープン杯       | オープン杯       | 期間通算         | 期間通算         |
| 年度             | クラブ           | 背番号           | リーグ           | 出場             | 得点             | 出場             | 得点             | 出場             | 得点             | 出場             | 得点             |
| フランス         | フランス         | フランス         | フランス         | リーグ戦         | リーグ戦         | F・リーグ杯      | F・リーグ杯      | フランス杯       | フランス杯       | 期間通算         | 期間通算         |
| ---------------- | ---------------- | ---------------- | ---------------- | ---------------- | ---------------- | ---------------- | ---------------- | ---------------- | ---------------- | ---------------- | ---------------- |
| 2022-23          | レンヌ           | 33               | リーグ・アン     | 26               | 3                | -                | -                | 1                | 0                | 27               | 3                |
| 2023-24          | レンヌ           | 33               | リーグ・アン     | 31               | 4                | -                | -                | 5                | 0                | 36               | 4                |
| 2024-25          | PSG              | 14               | リーグ・アン     | 31               | 6                | -                | -                | 6                | 4                | 37               | 10               |
| 通算             | フランス         | フランス         | リーグ・アン     | 88               | 13               | -                | -                | 12               | 4                | 100              | 17               |
| 総通算           | 総通算           | 総通算           | 総通算           | 88               | 13               | 0                | 0                | 12               | 4                | 100              | 17               |

### 代表
| フランス代表 | 国際Aマッチ | 国際Aマッチ |
| 年           | 出場        | 得点        |
| ------------ | ----------- | ----------- |
| 2025         | 3           | 0           |
| 通算         | 3           | 0           |

## タイトル

### クラブ
パリ・サンジェルマン
- リーグ・アン（2024-25）[9]
- クープ・ドゥ・フランス（2024-25）[17]
- トロフェ・デ・シャンピオン（2024-25）
- UEFAチャンピオンズリーグ（2024-25）[10]

### 代表
U-17フランス代表
- UEFA U-17欧州選手権（2022）[11]

U-23フランス代表
- オリンピック・銀メダル（2024）[14]